# Гонсалес, Рубен (саночник)
Ру́бен О́скар Гонса́лес (исп. Rubén Oscar González; 26 июля 1962, Кампана) — аргентинский саночник, выступал за сборную Аргентины в период 1987—2010. Участник четырёх зимних Олимпийских игр, причём перерыв между его первой и последней Олимпиадами составляет 22 года.

## Биография
Рубен Гонсалес родился 26 июля 1962 года в городе Кампана, провинция Буэнос-Айрес. Активно заниматься санным спортом начал в 1984 году, на международном уровне дебютировал в сезоне 1986/87, когда побывал на чемпионате мира в австрийском Иглье и занял там пятьдесят второе место. Год спустя благодаря череде удачных выступлений удостоился права защищать честь страны на зимних Олимпийских играх в Калгари — по окончании всех четырёх заездов оказался на тридцать третьем месте.
В 1990 году Гонсалес финишировал сорок первым на чемпионате мира в том же Калгари, затем на мировом первенстве 1991 года в немецком Винтерберге был тридцать восьмым. Позже прошёл квалификацию на Олимпиаду 1992 года в Альбервиль, где показал в мужском одиночном разряде тридцать первое время.
После Олимпийских игр он надолго оставил санный спорт, хотя через десять лет вновь приступил к интенсивным тренировкам и пробился на Игры 2002 года в Солт-Лейк-Сити — выступил здесь заметно хуже предыдущих попыток, разместился среди одиночек на сорок первой строке. Впоследствии он опять ушёл из спорта, чтобы вернуться в сезоне 2008/09. Гонсалес регулярно принимал участие в этапах Кубка мира и, как результат, прошёл отбор на Олимпийские игры 2010 года в Ванкувер. Таким образом, он стал первым в истории саночником, кому удалось выступить на Олимпиадах четырёх разных десятилетий. При всём при том, на соревнованиях с отставанием в 15 секунд аргентинец занял последнее тридцать восьмое место. Он не планировал завершать карьеру, однако, по собственному признанию, был обескуражен гибелью грузинского саночника Нодара Кумариташвили и решил окончательно оставить санный спорт.
Ныне проживает в американском городе Колорадо-Спрингс, где работает лектором-мотиватором. Его младший брат Марсело тоже был саночником уровня сборной, представлял страну на Олимпийских играх 2002 года в Солт-Лейк-Сити.